# 34193 Annakoonce
2000 QT52 (asteroide 34193) é um asteroide da cintura principal. Possui uma excentricidade de 0.01948330 e uma inclinação de 5.45057º.
Este asteroide foi descoberto no dia 24 de agosto de 2000 por LINEAR em Socorro.